# Kazimierz Polok
Kazimierz Polok (ur. 11 lutego 1937 w Chorzowie, zm. 5 maja 1993 ) – polski piłkarz, pomocnik, skrzydłowy.
Był piłkarzem Ruchu w latach 1956–1966. W barwach tego klubu w 1960 został mistrzem Polski. W sezonie 1958 występował w Śląsku Wrocław. W reprezentacji Polski debiutował 21 maja 1961 w meczu ze Związkiem Radzieckim, ostatni raz zagrał dwa lata później. Łącznie rozegrał pięć spotkań.